# .kw
.kw為科威特國家及地區頂級域（ccTLD）的域名，於1992年10月26日啟用。該域名仅限于科威特公民和居民、公司和组织註冊，並且註冊時必须出示文件来证明身份。

## 外部連結
- IANA .kw whois information（页面存档备份，存于）
- domain registration website[]